# Горский, Иосиф Иванович
Иосиф Иванович Горский (1850—1905) — генерал-майор, герой русско-турецкой войны 1877—1878 годов.

## Биография
Родился 24 февраля 1850 года.
Начальное образование получил в Нижегородском графа Аракчеева кадетском корпусе, после чего 8 августа 1868 года был зачислен в 1-е военное Павловское училище.
Выпущен 21 июня 1870 года подпоручиком в стрелковые батальоны на Кавказ. 7 мая 1871 года произведён в поручики. 26 марта 1876 года получил чин штабс-капитана и 11 сентября того же года стал капитаном 4-го Кавказского стрелкового батальона, где командовал ротой.
В 1877—1878 годах принимал участие в русско-турецкой войне. 24 апреля 1878 года Горский за отличие при штурме Карса был награждён орденом св. Георгия 4-й степени. В приказе об отличии было сказано:
4-я рота батальона под командой капитана Горского, имея впереди себя охотничью команду, ворвалась с фронта в укрепление Сувари и, несмотря на сильный неприятельский артиллерийский и ружейный огонь, завладела укреплениемъ, причём два орудия заряжающиеся с дула были сброшены за укрепление, а от прочих орудий, заряжающихся с казны, были вынуты замки и частью брошены в р. Карс-чай, а частью зарыты в землю. Затем, при дальнейшем движении по Карс-чаю, с целью атаковать укрепление Чим, капитан Горский, иесмотря на сильный огонь с этого укрепления, а также из домов и кладбища, занятых турками, во главе своей роты бросился на кавалерийский лагерь, выбил оттуда штыками неприятеля, переправился по пояс в воде вброд через речку и подошёл к самому укреплению Чим.
Среди прочих наград за отличия в кампании против турок Горский получил ордена св. Владимира 4-й степени с мечами и бантом и св. Анны 3-й степени с мечами и бантом, а также золотую саблю с надписью «За храбрость».
28 августа 1879 года Горский был произведён в майоры и 6 мая 1884 года — в подполковники. С 1879 по 1885 год Горский находился в Закаспийском отделе и принимал участие в кампаниях в Средней Азии против туркмен, за отличие был награждён орденом св. Станислава 2-й степени с мечами.
3 февраля 1890 года назначен командиром 2-й Кавказской туземной стрелковой дружины и 21 апреля 1891 года получил чин полковника. С 25 января 1892 года состоял в распоряжении командующего войсками Кавказского военного округа. 30 июля 1894 года был назначен командиром 6-го Туркестанского линейного батальона, а 16 августа 1898 года получил в командование 28-й пехотный Полоцкий полк.
Произведённый 11 мая 1901 года в генерал-майоры Горский возглавил 1-ю бригаду 5-й пехотной дивизии, но уже через полтора месяца (28 июня) был перемещён на должность командира 2-й бригады 7-й пехотной дивизии. 30 ноября 1904 года назначен начальником 1-й Кавказской стрелковой бригады.
Скоропостижно скончался в начале лета 1905 года, 16 июня исключён из списков умершим.

## Награды
- Орден Святого Владимира 4-й степени с мечами и бантом (1877 год)
- Орден Святой Анны 3-й степени с мечами и бантом (1877 год)
- Золотая сабля с надписью «За храбрость» (9 ноября 1877 года, по другим данным — 28 марта 1878 года)
- Орден Святого Георгия 4-й степени (24 апреля 1878 года)
- Орден Святого Станислава 2-й степени с мечами и бантом (1879 год)
- Орден Святой Анны 2-й степени (1888 год)
- Орден Святого Владимира 3-й степени (1896 год)
- Орден Святого Станислава 1-й степени (1904 год)